# Міст Двох Братів
Міст Двох Братів (ісп. Puente Dos Hermanos) — монументальний міст, що з'єднує Кондадо, в районі затоки, та власне Сан-Хуан. Міст розташований в Пуерто-Рико, по мосту проходить частина Ashford avenue. Міст названий на честь братів Behn (Hernan та Sosthenes), які були ініціаторами та власниками будівництва мосту.